# Écologie urbaine

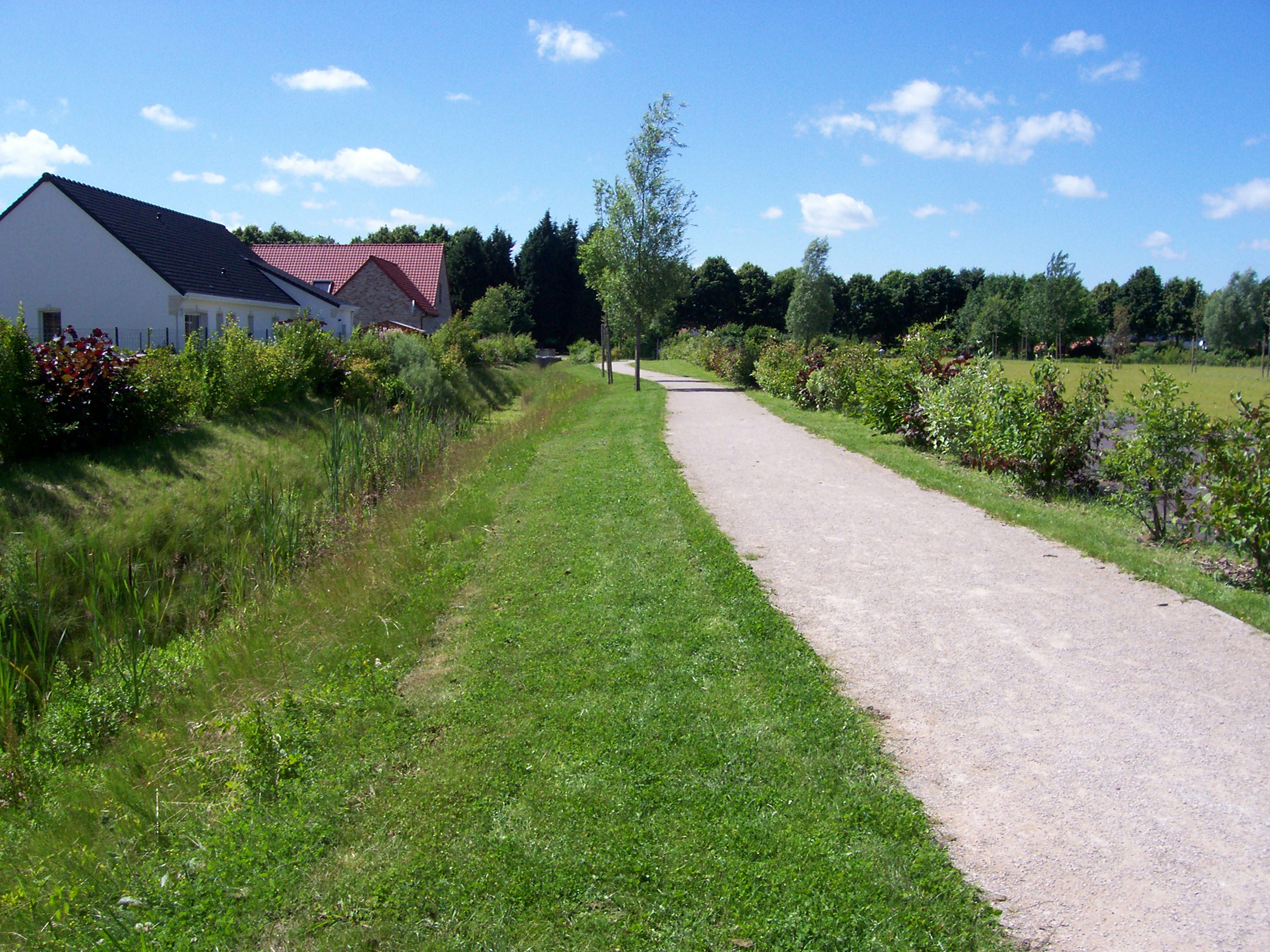
Noue plantée d'essences locales et accompagnée d'une haie aidant à l'infiltration et épuration de l'eau ; ZAC de la Garenne, Arques, Pas-de-Calais.

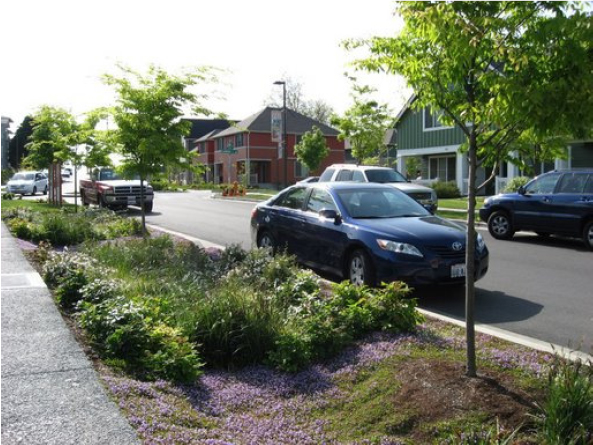
Noue implantée entre route et trottoir dans une zone très urbaine (Seattle, États-Unis), jouant également une fonction de support ou abri pour la biodiversité.

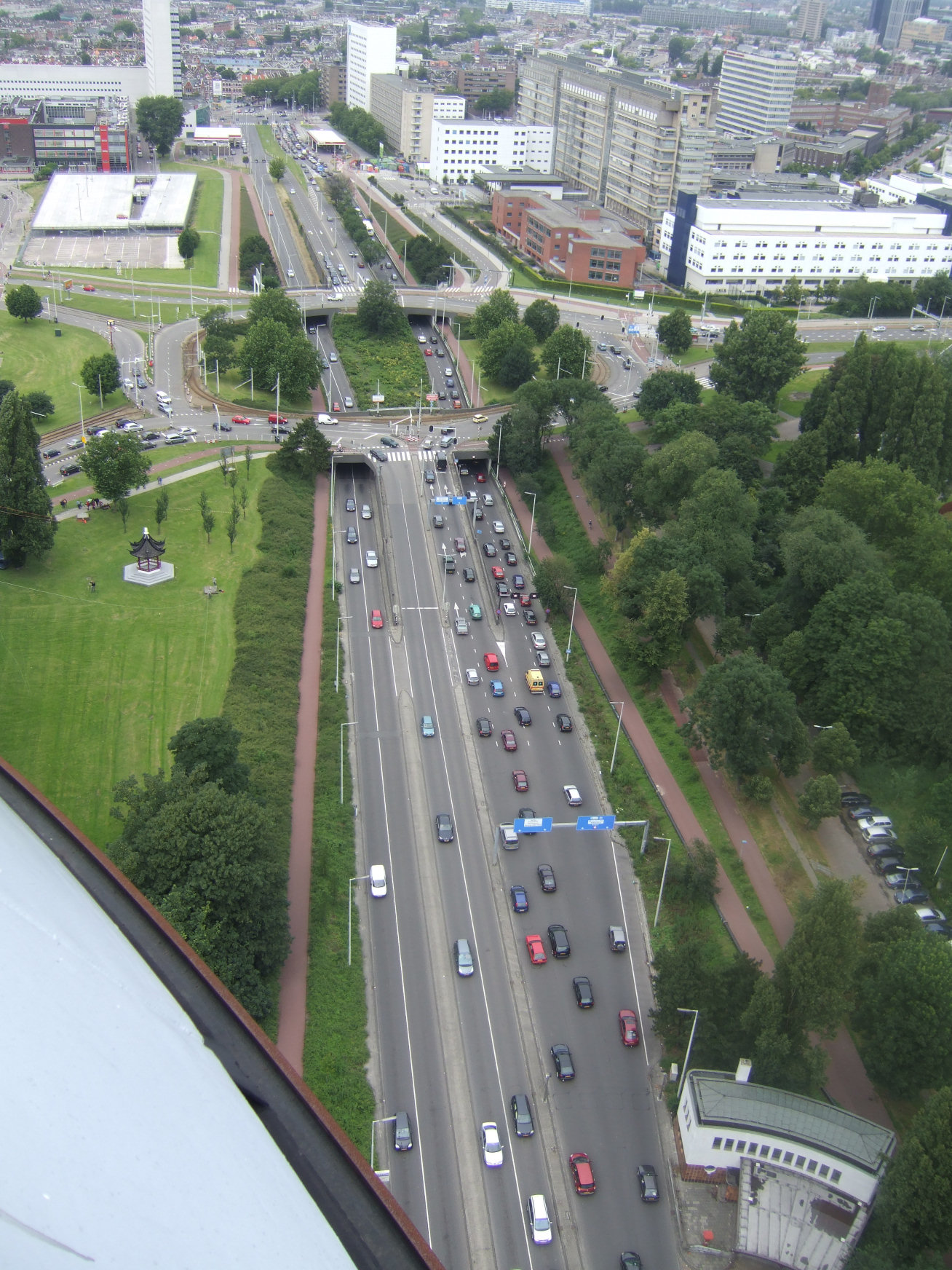
Un des défis de l'écologie urbaine est de conserver une place pour la biodiversité en ville, ce qui implique de lutter contre la fragmentation écologique en maintenant ou restaurant des continuités dans les villes morcelées par les routes (ici Rotterdam, aux Pays-Bas)

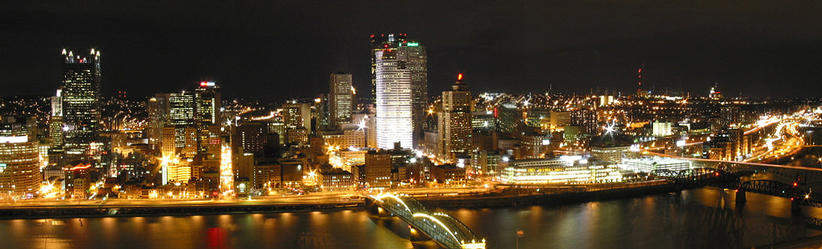
Un autre enjeu, pour la biodiversité, mais aussi pour la qualité de vie et les économies d'énergies, est celui de la restauration et protection d'un environnement nocturne de qualité, en limitant mieux la pollution lumineuse

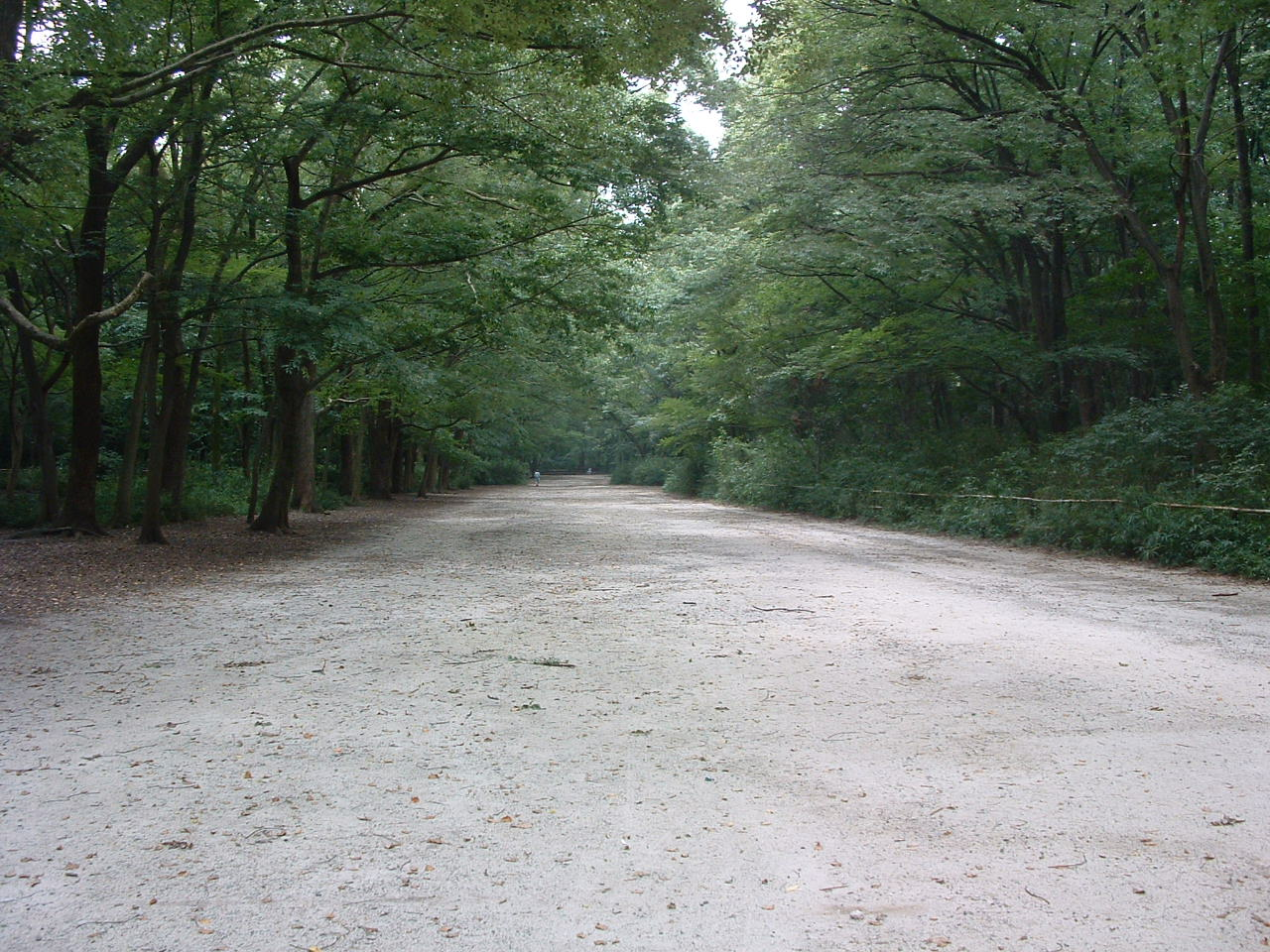
Les villes ne sont pas toujours des déserts biologiques ni dépourvues d'intérêt pour la biodiversité, végétale notamment. Au Japon, Akira Miyawaki a montré que les cimetières, les temples et certains boisements étaient de véritables reliques de la forêt préhistorique, tel la forêt de Tadasu No Mori, près du centre de Kyoto

L’écologie urbaine est stricto sensu un domaine de l'écologie (la science qui étudie les écosystèmes) qui s'attache à l'étude de la ville comme écosystème.
L'écologie urbaine peut aujourd'hui, par abus de langage, regrouper la prise en compte de l'ensemble des problématiques environnementales concernant le milieu urbain ou périurbain. Elle vise à articuler ces enjeux en les insérant dans les politiques territoriales pour limiter ou réparer les impacts environnementaux.

Elle trouve ses origines dans le courant de pensée de l'École de Chicago, qui, au début du XXe siècle, étudiait notamment l'organisation des milieux urbains.

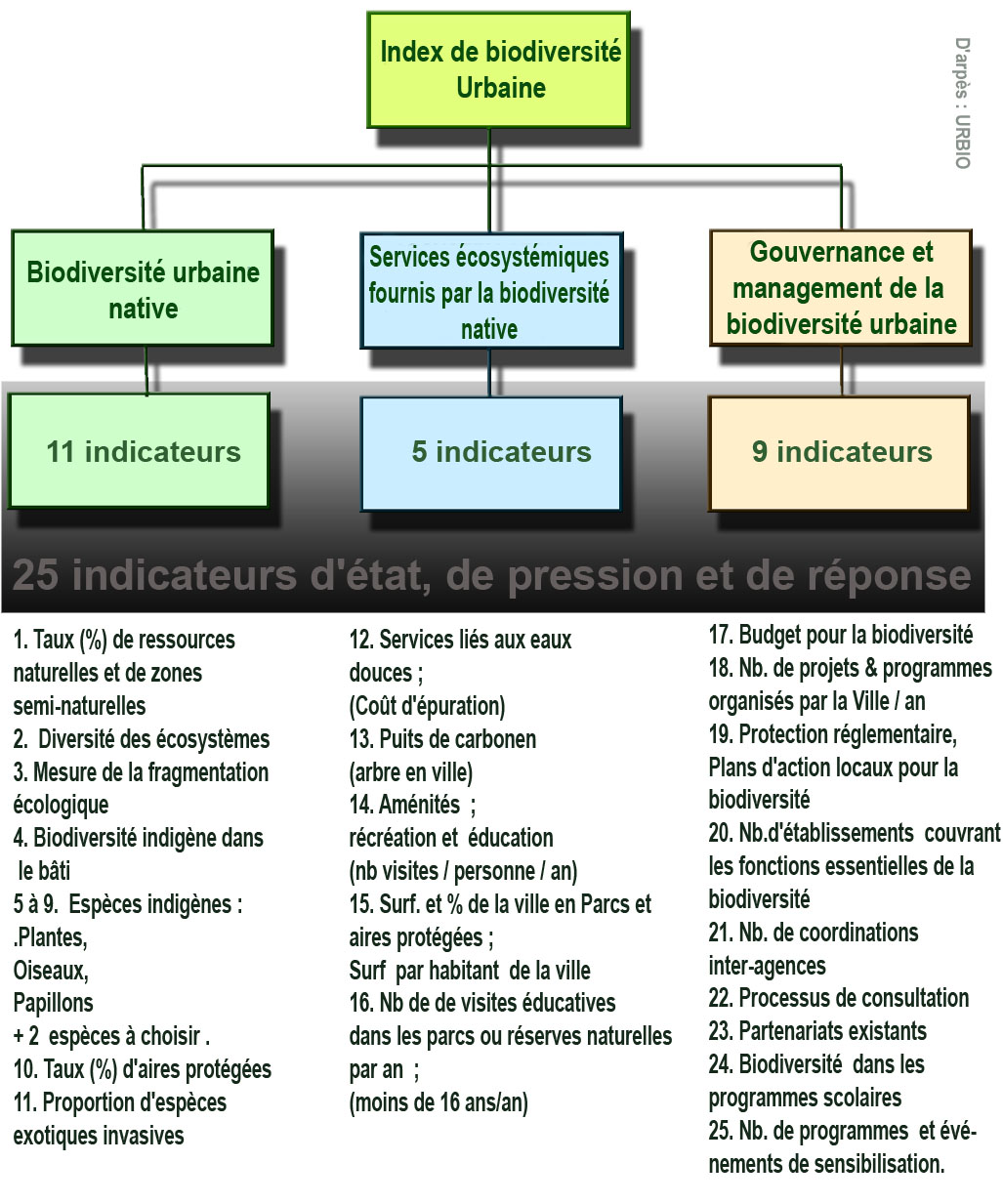
Exemple d'indicateurs (retenus par le programme URBIO), sous l'égide de l'ONU (PNUE)

## Histoire
Même si les jardins de Babylone sont parfois invoqués, c'est l'École de Chicago qui est réputée être à l'origine du premier courant d'écologie urbaine, et même indirectement à l'origine de l'expression francophone « écologie urbaine », avec une approche peu liée à l'écologie scientifique, l'écologie urbaine y trouvant néanmoins une première expression avec les études sociologiques de l'École de Chicago, au début du XXe siècle. Cette école marque aussi le début de l'application des sciences sociales à la ville, et plus généralement au phénomène urbain. L'écologie urbaine postule une interdépendance entre le citadin et son environnement urbain, que la notion d'empreinte écologique élargira à la planète dans les années 1990-2000. La ville d'abord décrite sous forme d'aires plus ou moins naturelles (schémas concentriques de Burgess) par l'école de Chicago est vue comme un lieu source et puits, de flux et d'énergies, avec des impacts directs et indirects complexes vis-à-vis de la biodiversité et de la biosphère ou du climat. Il y règne des relations particulières entre citadins, et la communauté urbaine est à la fois un modèle spatial et un ordre moral (Robert Park). Quelques modèles utopiques fouriéristes ou la cité-jardin telle qu'imaginée par Ebenezer Howard, ou à la française seront quelques-uns des modèles socio-urbanistiques qui seront plus ou moins dissous dans la généralisation de la périurbanisation et de rurbanisation qui rendent plus floues les limites de l'écologie urbaine qui pourtant reste un cadre, par exemple pour la restauration, la protection ou la gestion d'une certaine biodiversité en ville, cette biodiversité étant elle-même vue comme bioindicateur ou indicateur de développement soutenable dans le cadre par exemple des agendas 21 (puis du Grenelle de l'Environnement en France).
À la fin du XXe siècle, le rapport Brundtland met l'accent dans le chapitre 9 sur l'importance croissante de la ville dans le monde, alors que l'humanité devenait de plus en plus urbaine (« En 60 ans seulement, la population urbaine des pays en développement s’est multipliée par dix. Elle était de l’ordre de 100 millions en 1920 et elle approche du milliard en 1980. En même temps, sa population rurale a plus que doublé ».). Alors que la naturalité des campagnes régressait, les sentiments à l'égard de la nature changeaint, se traduisant notamment par une volonté de plus de nature en ville. L'aménagement urbain évolue et, selon Paul Rookwood, des politiques urbaines pragmatiques appuyées sur des analyses scientifiques approfondies peuvent contribuer à la conservation de la biodiversité, quand elles permettent un processus de planification urbaine plus écologique et efficace, proactif plutôt que réactif, à la fois visionnaire et pragmatique, adapté au contexte local (Cf. ressources disponibles[Quoi ?]), prescriptif et pas seulement pédagogique ou informatif, identifiant et hiérarchisant dans l'espace des modalités et des lieux de protection et restauration, répondant aux procédures d'études d'impact et de mesures compensatoires (à moyen et à long terme), en surmontant la tendance inhérente des projets à fragmenter les habitats naturels, en portant l'accent sur une planification perturbant moins les habitats et les systèmes et en fournissant des bases rationnelles pour mieux coordonner les exigences spécifiques des projets d'atténuation, avec des mécanismes financiers efficaces pour compenser les pertes importantes d'opportunité économique, en construisant des politiques de consensus et le soutien public via un processus ouvert et responsable, régulièrement évalué et le cas échéant corrigé et non simplement consultatif[incompréhensible].
De nouveaux concepts tels que l'urbotanique, l'agriculture urbaine intégrée apparaissent.

## Écologie urbaine comme étude des écosystèmes urbains
L’écologie urbaine est la science qui étudie la ville comme un écosystème. Cette science s’intéresse à l’impact de l’urbanisation sur les espèces et la biodiversité ou encore aux différents cycles de matière (eau, biomasse, azote, animaux, etc.) et d’énergie à l’échelle de la ville.

### Étude des espèces en ville
L’écologie urbaine étudie la présence et le comportement des espèces dans les espaces urbains. Celles-ci sont contraintes par les différentes pollutions présentes en ville (atmosphérique, lumineuse, sonore, etc).

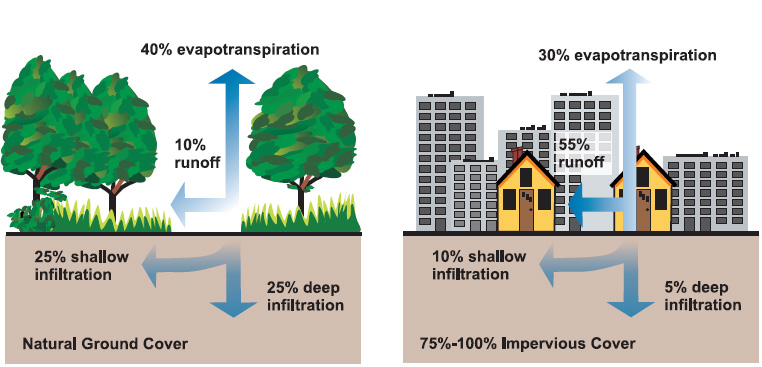
Le circuit de l'eau dans la ville

### Cycles de matières et d'énergie en ville
L'écologie urbaine est aussi le domaine de l'écologie s'occupant des transferts de matières et d'énergie en ville. Le ruissellement urbain, la séquestration du carbone et l'accumulation de chaleur par les îlots de chaleur urbain sont des exemples de sujets traités dans ce cadre.

## Applications environnementales et sociétales

### Enjeux sociétaux de l'écologie urbaine
Les enjeux sociétaux de l’écologie urbaine sont la mobilité douce, la socio-économie, l’environnement et la démocratie. En effet, un sujet transversal de ces thèmes est la végétalisation de la ville, des sols comme des toits. Cette pratique permet de réduire les îlots de chaleur urbain et l’imperméabilisation des sols et d’augmenter la diversité microbienne. Elle peut se faire par des projets d’urbanisme participatif ou/et par la végétalisation des infrastructures de mobilité douce. De plus, la végétalisation d’une ville est liée au statut socio-économique des habitants,,.

### Écologie urbaine et concept de ville soutenable
L'écologie urbaine est un concept qui rapproche les enjeux écologiques de la vie urbaine, y compris dans la perspective de changements globaux. Il défend une approche transverse sur tous les thèmes ayant trait à la promotion d'un mode de vie soutenable en zone urbaine : transport, urbanisme, habitat, lutte contre la pollution, démocratie et économie locale...
Le concept des villes durables est mieux connu. Au niveau mondial et européen, des réseaux de villes durables se sont constitués, notamment autour de l'ICLEI (Conseil international pour les initiatives environnementales locales ou International Council for Local Environmental Initiatives, fondé en 1990), qui réunit en 2024 près de 2500 gouvernements, villes ou collectivités régionales engagés dans la voie du développement soutenable.
Après une période surtout consacré aux inventaires d'espèces et expérimentations de gestion différentiée, les acteurs tendent à chercher à comprendre les liens entre Biodiversité urbaine (ordinaire ou non) et fonctionnement écologique et services écosystémiques.

### Exemples d'applications
Après le sommet de la terre de Rio (juin 1992), sont apparues des concepts tels que celui de ville renouvelée sur elle-même (en densification), et d'une construction cherchant à rembourser sa « dette écologique », et réduire son empreinte écologique, par exemple via une quinzième cible HQE. Ces démarches se développent, ainsi que les Agenda 21 qui commencent à se traduire dans les documents et règlements d'occupation du sol. Paris a par exemple introduit dans son Plan local d'urbanisme (PLU) la notion de « Coefficient de biotope » qui dépasse le nombre de mètres carrés d'espaces verts par habitant, l'indicateur le plus utilisé, en introduisant aussi des critères de qualité écologique des espaces.  Une autre tendance est l'intégration de la notion de services écosystémiques pour l'évaluation et la prise en compte ou la gestion restauratoire de la nature en ville. À ce titre, la place de l'avifaune en milieu urbain est de plus en plus interrogée et tend à être étudiée pour ses problématiques propres à la vie en ville, à commencer par le fameux moineau.
Les aménageurs n'ayant pas toujours dans le passé respecté leurs obligations en matière d'espaces libres (50 % du projet) où souvent la végétation était pauvre et sur une couche de terre insuffisante, le nouveau PLU interdit les espaces libres sur dalle, au profit d'aménagement « en pleine terre » de 20 %  du terrain situé (soit 40 % des espaces libres), en créant des surfaces végétalisées supplémentaires selon le déficit mesuré par la ville dans la zone.(sur 20 à 30 % des espaces libres). Si ces aménagements ne sont pas possibles, l'aménageur doit créer des toitures, terrasses et/ou des murs végétalisés.
La Commission européenne soutient un « réseau européen des cités vertes » (European Green Cities Network ou EGCN) créé en 1996 en lien avec le projet « EU Thermie project European Green Cities », d'abord conçu comme un forum pour disséminer les bonnes pratiques de construction durable et exemples d'initiatives d'urbanisme durable puis fédérant et encourageant des démarches citoyennes et de collectivités voulant construire en économisant l'énergie, et voulant redonner de la place à la nature en ville pour la rendre plus vivable et durable, en contribuant au lien social, à la santé et à la protection de l'environnement et en considérant que ces bienfaits sont aussi source de richesse patrimoniale (économique, sociale et environnementales) ; c'est le thème des 4e assises européennes du paysage en 2009.
En France, dans la stratégie nationale pour la biodiversité, un des 6 « engagements de l’État » (19 mai 2011) ses engagements pour la SNB ; était de Restaurer des milieux naturels et des continuités écologiques y compris des « trames vertes et bleues urbaines » avec valorisation de friches industrielles et portuaires (en lien avec les 37 actions du plan d’actions « Restaurer et valoriser la nature en ville ») tout en luttant contre les espèces invasives notamment présentes en ville. Un premier bilan fait en 2012 cite quelques actions engagées (film, outil pédagogique, note sur l'intégration de la nature dans les Plans locaux d'urbanisme, et des actions repoussées, faute de budget selon le gouvernement (« Atlas de la Biodiversité Communale » (ABC) initialement prévu pour  2012 et  élaboration d’un indicateur d'accessibilité des espaces verts) et en raison d'une « faible implication des acteurs ». Sont prévus pour 2012-2013 « un kit pédagogique destiné aux élus, un portail d’informations consacré à la nature en ville et la tenue d’une conférence nationale en 2013 ». Dans la continuité des engagements amorcés lors du Grenelle de l’environnement et du précédent plan « Restaurer la nature en ville », un nouveau Plan Nature en ville 2024–2030, officiellement lancé en septembre 2024, compte 26 actions réparties en quatre axes majeurs, vise à renforcer la connaissance des enjeux liés à la biodiversité urbaine, à adapter les stratégies territoriales, à intégrer la nature dans les projets d’aménagement et à fédérer l’ensemble des acteurs – élus, experts, entreprises et citoyens – pour améliorer la prise de décision en matière de préservation et de renaturation des espaces urbains. D, cette initiative entend transformer et renforcer la résilience écologique des villes face aux défis du dérèglement climatique et de la crise de la biodiversité,}.
Sous l'impulsion de chercheurs comme Sabine Barles en France, André Guillerme ou encore Roberto D'Arienzo,, a pu émerger ces dernières années une tendance à parler de métabolismes urbains (en) ; En 2018, ce concept est défini par Sabrine Barles comme un outil d'analyse interdisciplinaire de la totalité des flux (matière/énergie, entrants/internes/sortants) mis en jeu par le fonctionnement d'une société urbaine, dans un territoire (celui de la ville et celui, plus étendu de son empreinte écologique), s'inscrivant dans des interactions biosphère/société, avec donc une approche qui est aussi socio-écologique. Cette approche est une alternative à la comptabilité monétaire, mais elle reste quantitative. Elle est née des premiers travaux d'écologie urbaine, publiés par Odum, Duvigneaud et s'inspire aussi de concepts issus de l'écologie industrielle, sachant que la ville est aussi flux de personnes. Cette approche étudie les manières que la ville a de former non simplement un cadre fixe mais aussi des rythmes et cyclicités (jour/nuit/horaires de travail /  semaine/ week end/ saisons/vacances, évènementiel, cycles de rénovation urbaine, etc.).

#### Écologie urbaine liée aux modes doux de déplacements
Le milieu urbain appelle à utiliser les modes doux de déplacements. Ceux-ci sont définis par tout mode de transport actif non motorisé, mais pouvant être mécanisé. Ils incluent alors la marche, le vélo, la trottinette ou encore la planche à roulettes. Ces modes doux sont étroitement liés aux transports en commun car ils permettent une complémentarité d'usage pour aboutir à un déplacement donné dans un mode alternatif à l'usage de la voiture.
Une ville contient généralement un réseau d'infrastructures liées aux modes doux de déplacements. Il est entendu sous ce terme les notions de pistes et/ou bandes cyclables, trottoirs. Ces derniers incluent arrêts de bus, arrêts de tramway, bouches de métro, ou encore les stations de vélo libre service. Ces infrastructures, comme la plupart des structures urbaines, jouent un rôle sur l'imperméabilisation des sols. Cette imperméabilisation nuit aux échanges eau/sol/air, ainsi qu'à la biodiversité.
Ce réseau préexistant pourrait être végétalisé, dans le but de créer un réseau vert à l'intérieur de la ville. En effet, l'urbanisation est à l'origine de la fragmentation et la destruction de milieux naturels, et il serait intéressant de compenser cette perte par la création d'un corridor vert au sein de la ville[Interprétation personnelle ?]. En végétalisant ces infrastructures, il serait alors ainsi possible de créer un « stepping stones » ou corridor discontinu en pas japonais. Pour cela, il faudrait privilégier l'utilisation de plantes locales, afin de ne pas privilégier la dissémination de plantes exotiques invasives[Interprétation personnelle ?].
Les avantages environnementaux liés à ces installations sont la réduction des effets d'îlot de chaleur urbain, et une meilleure filtration des eaux pluviales.

#### Écologie urbaine et socio-économie
Plusieurs études ont mis en évidence une relation entre la biodiversité des jardins publics et privés ou la pérennité de la végétation d'une ville avec le type de statut socioéconomique des habitants proches(ici évalué selon les catégories du Claritas PRIZM,,. De nombreux processus participatifs et collaboratifs sont testés, incluant notamment les jardins partagés et l'agriculture urbaine. Il a aussi été montré que la qualité et l'importance des espaces verts avait des effets en matière de santé publique.

#### Gouvernance des projets
La gouvernance des projets et notamment des projets urbains qu'il s'agisse de construction de quartiers nouveaux, de réhabilitation ou d'aménagements et d'équipements publics, peut contribuer à un développement durable notamment dans le cadre de l'urbanisme participatif. Le développement de la démocratie directe est un élément essentiel pour l'appropriation des projets et aussi leur gestion et donc de leur durabilité. L'urbanisme participatif est aussi une pédagogie qui prend en compte l'écologie.

#### Réduire l'imperméabilité des sols
Une des tendances en matière d’écologie urbaine depuis le début des années 1990 est de réduire l'imperméabilité des sols en milieu urbain, qui ont été fortement artificialisés depuis le XIXe siècle. Les projets d’aménagements urbains qui consistent à rendre la ville perméable se multiplient en France. Cette renaturation des sols urbains répond à de nombreuses problématiques, comme les risques liés à la pollution ou au changement climatique, comme les ilots de chaleur urbain, mais également la demande croissante de la population pour un meilleur cadre de vie. La réduction de l'imperméabilité des sols passe par plusieurs aménagements, dont la réintroduction d’espaces végétaux, la réutilisation des eaux pluviales, des techniques alternatives pour la gestion des eaux de ruissellement urbain comme les chaussées-réservoirs, les puits ou encore les noues.